# 佐波正一
佐波 正一（さば しょういち、1919年（大正8年）2月28日 - 2012年（平成24年）9月10日）は日本の実業家、元東芝社長・会長、国際基督教大学理事長。東京都出身。

## 略歴
- 1937年（昭和12年） - 武蔵高等学校を卒業。
- 1941年（昭和16年） - 東京帝国大学工学部電気工学科を卒業。
- 1942年（昭和17年） - 東京芝浦電気（現・東芝）へ入社。
- 1970年（昭和45年） - 同社代表取締役に就任。
- 1972年（昭和47年） - 同社代表取締役常務に就任。
- 1974年（昭和49年） - 同社代表取締役専務に就任。
- 1976年（昭和51年） - 同社代表取締役副社長に就任。
- 1980年（昭和55年） - 同社代表取締役社長に就任。
- 1982年（昭和57年） - 電気学会会長、日本インダストリアル・エンジニアリング協会会長に就任[1]。
- 1986年（昭和61年） - 東芝代表取締役会長に就任。
- 1987年（昭和62年） - 東芝機械ココム違反事件の責任を取って辞任。
- 1992年（平成4年） - 国際基督教大学理事長に就任、2004年まで12年間務める。[2]
- 2012年（平成24年）9月10日 - 心不全のため、東京都品川区の病院で死去、93歳。[3]
- その他、日本経済団体連合会副会長、日本電子機械工業会会長、日本規格協会会長、ボーイスカウト日本連盟理事長、日本機械工業連合会会長、日本銀行参与、石川島播磨重工業取締役、阪急百貨店監査役などを歴任した。

## 受章・受賞
- 1980年（昭和55年） - 藍綬褒章受章
- 1990年（平成2年） - 勲一等瑞宝章受章
- 1990年（平成2年） - 大英帝国勲章KBE受章

## 親族
曽祖父は佐倉藩士で蘭学者の佐波銀次郎（1825 - 1891）。手塚律蔵に学び、藩命で樺太探検、幕府蕃書調所教授手伝、神奈川奉行で外交文書の翻訳などに当たった。祖父の佐波一郎は、銀次郎の甥で養嫡子。一郎は横須賀造船所黌舎で学んだのち、フランス留学を経て海軍技師として軍艦設計に携わり、海軍兵学校の教官も務めた。一郎の実姉の淑は依田学海に嫁ぎ、次女は、一郎の学友で『八十日間世界一周』の訳者として知られる横浜正金銀行員の川島忠之助と結婚するも、のちに離婚する。曽伯父（一郎の実兄）の藤井善言は大蔵省官吏から文部省・農商務省で書記官を務めた。父の佐波亘は一郎の長男でキリスト教の牧師、母の澄江は植村正久の長女。姉妹に婦人之友社の編集者の佐波薫、翻訳家の中村妙子がおり、三人で共著『三本の苗木: キリスト者の家に生まれて』を上梓している。妻は斎藤勇 (イギリス文学者)の三女で斎藤光・斎藤眞の妹・富士子。相婿に平井正穂。義弟（妹の夫）に中村英勝。叔父（父の弟）の佐波次郎は山本五十六の部下の海軍少将で、海軍航空本部で九〇式水上初歩練習機や九〇式三号水上偵察機などの開発に関わった。叔母（母の妹）に植村環。遠縁に平井正穂（妻の妹の夫）。

## 参考
- 交詢社 第69版 『日本紳士録』 1986年